# Río Kasagh
El río Kasagh es un río del oeste de Armenia que fluye en dirección norte-sur desde el monte Aragats donde nace, hasta desembocar en el río Aras, el cual es el principal afluente del río Kura. Pasa por la ciudad de Aparan.
Además de Aparan, otras ciudades importantes por las que pasa son: Ashtarak, Oshakan y Vagharshapat.